# Runaway Train (chanson de Soul Asylum)
Pour les articles homonymes, voir Runaway Train.
Singles de Soul Asylum
Black Gold
(1993) Sexual Healing
(1993)
Clip vidéo
[vidéo] « Runaway Train », sur YouTube
Runaway Train est une chanson du groupe rock américain Soul Asylum écrite et composée par son chanteur Dave Pirner, sortie en single le 1er juin 1993. Il s'agit du troisième extrait de l'album Grave Dancers Union, paru en octobre 1992.
Runaway Train est la chanson la plus connue du groupe. Elle se classe en 1993 en tête des ventes au Canada et atteint la cinquième position du palmarès Billboard Hot 100 aux États-Unis et remporte en 1994 le Grammy Award de la meilleure chanson rock. Elle est particulièrement célèbre pour le vidéoclip qui l'accompagnait.

## Sujet et écriture
La chanson parle de la dépression. Dave Pirner, son auteur et compositeur, a déclaré que son écriture lui a pris plusieurs années. Il avait la musique mais les paroles ne lui convenaient pas, le déclic est venu, avec notamment l'image du train fou (runaway train) pour décrire la dépression, alors qu'il traversait une période difficile,. 

## Vidéoclip
La chanson Runaway Train suscite également beaucoup d'attention pour son vidéoclip, réalisé par Tony Kaye, qui bénéficie notamment d'une forte visibilité sur MTV.
La vidéo débute par un texte écrit en grosses lettres blanches : « There are over one million youth lost on the streets of America » (« Il y a plus d'un million de jeunes perdus dans les rues de l'Amérique »). Puis le clip alterne des images des membres de Soul Asylum avec les photographies d'enfants et d'adolescents disparus, avec leurs noms complets et la date de leur disparition. En anglais, le mot « runaway » signifie « fugue », bien que la raison de la disparition de ces jeunes ne soit pas nécessairement une fugue.
À la fin de la chanson, Dave Pirner apparaît à l'écran et dit : « If you've seen one of these kids, or you are one of them, please call this number » (« Si vous avez vu un de ces enfants, ou que vous êtes l'un d'entre eux, s'il vous plaît appelez ce numéro »). Le numéro qui apparaissait ensuite différait selon la région où le clip était diffusé.
Grâce à la diffusion du clip, 21 des 36 enfants qui y apparaissent ont pu être retrouvés,.
Dans la version originale de la vidéo, la voix hors-champ de Pirner pouvait être entendue entre le texte de départ et le début de la chanson, alors qu'il commentait une courte séquence montrant le dessin d'une jeune fille, mentionnant que cette enfant avait fugué à 110 reprises. Cette séquence a souvent été coupée lors de la diffusion à l'antenne, pour réduire la durée de la vidéo,.

## Nouvelle version
En 2019 une nouvelle version de la chanson, intitulée Runaway Train 25,  est enregistrée par Skylar Grey, Jamie N Commons et Gallant. Un clip est réalisé et un site internet mis en ligne en collaboration avec le Centre National pour les enfants disparus et l'exploités (National Center for Missing & Exploited Children) avec le même objectif que la vidéo d'origine,.

## Distinctions
En 1994, Runaway Train remporte le Grammy Award de la meilleure chanson rock et obtient également une nomination pour le Grammy Award de la meilleure prestation vocale rock par un groupe ou un duo et le Grammy Award du meilleur clip.

## Classements hebdomadaires
| Classement (1993-1994)                 | Meilleure position |
| -------------------------------------- | ------------------ |
| Allemagne (GfK Entertainment)          | 4                  |
| Australie (ARIA)                       | 11                 |
| Autriche (Ö3 Austria Top 40)           | 3                  |
| Belgique (Flandre Ultratop 50 Singles) | 8                  |
| Canada (RPM 100 Singles)               | 1                  |
| États-Unis (Billboard Hot 100)         | 5                  |
| France (SNEP)                          | 16                 |
| Irlande (IRMA)                         | 6                  |
| Norvège (VG-lista)                     | 2                  |
| Nouvelle-Zélande (RMNZ)                | 2                  |
| Pays-Bas (Nederlandse Top 40)          | 3                  |
| Pays-Bas (Single Top 100)              | 3                  |
| Royaume-Uni (UK Singles Chart)         | 7                  |
| Suède (Sverigetopplistan)              | 2                  |
| Suisse (Schweizer Hitparade)           | 2                  |

## Certifications
| Pays                    | Certification | Unités certifiées |
| ----------------------- | ------------- | ----------------- |
| Allemagne (BVMI)        | Or            | 250 000           |
| Australie (ARIA)        | Or            | 35 000            |
| Autriche (IFPI)         | Or            | 25 000            |
| États-Unis (RIAA)       | 2 × Platine   | 2 000 000         |
| Nouvelle-Zélande (RMNZ) | Or            | 5 000             |
| Royaume-Uni (BPI)       | Argent        | 200 000           |
| Suède (GLF)             | Or            | 25 000            |

## Postérité
Le fantaisite Weird Al Yankovic a parodié le clip de Runaway Train pour une émission spéciale sur MTV. Apparaissaient les photos de plusieurs artistes ayant connu la gloire (dont Milli Vanilli, Debbie Gibson et Vanilla Ice) avant de sombrer pratiquement dans l'oubli, avec la mention « disparu depuis... ».